# Trichoaleyrodes carinata
Trichoaleyrodes carinata là một loài côn trùng cánh nửa trong họ Aleyrodidae, phân họ Aleyrodinae.
Trichoaleyrodes carinata được Takahashi & Mamet miêu tả khoa học đầu tiên năm 1952.